# Park miejski im. Adama Mickiewicza w Wieliczce
Park miejski im. Adama Mickiewicza w Wieliczce – park miejski w Wieliczce, założony w 1835 roku. Powierzchnia parku wynosi – około 7,11 ha.

## Atrakcje
Na terenie parku znajdują się m.in.:
- plac zabaw
- boisko piłkarskie
- boisko koszykarskie
- łowisko ryb

## Fauna i flora
W parku występuje wiele ptaków, między innymi:, kaczka krzyżówka, kokoszka zwyczajna, łyska zwyczajna, jaskółka, szpak, gawron, kawka, wrona siwa, cierniówka, makolągwa, kos, puszczyk, zięba, sikora, sroka.